# Zwaluwwants
De zwaluwwants (Oeciacus hirundinis) is een wants uit de familie van de Cimicidae (Bedwantsen). De soort werd het eerst wetenschappelijk beschreven door Jean-Baptiste Lamarck in 1816.

## Uiterlijk
De redelijk ovaal gevormde wants heeft onvolledige vleugels (micropteer) en kan 3 tot 4 mm lang worden. De wants is licht geelbruin en het lichaam is bedekt met een lichte dunne haartjes die soms lang en soms kort zijn. De vorm van het halsschild is variabel. De wantsen hebben een relatief brede kop, halsschild en achterlichaam en een licht bollend schildje. Ze hebben een korte, stevige steeksnuit en zijn van de andere Nederlandse bedwantsen te onderscheiden door hun grootte, beharing en naar voren gelobde halsschild.

## Leefwijze
De wants overleeft de winter als volgroeide wants of als nimf en eet dan niets. Ze leven van bloed van zwaluwen en zijn te vinden in de buurt van vogelnesten maar soms in de buurt van huizen waar ze mensen of huisdieren kunnen steken. Ze worden gevonden in de nesten van oeverzwaluw (Riparia riparia), gierzwaluw (Apus apus), huiszwaluw (Delichon urbicum) en minder bij boerenzwaluw (Hirundo rustica) of andere vogels.

## Leefgebied
De soort staat in Nederland te boek als zeer zeldzaam, maar waarschijnlijk worden ze niet veel gevonden door de specifieke levenswijze. De soort komt verder voor van Europa,
tot Kazachstan en Oost-Siberië in Azië en in Noord-Afrika.